# Oldrich Duras
Oldřich Duras est un joueur et compositeur d'échecs tchèque (30 octobre 1882 à Pchery, Autriche-Hongrie - 5 janvier 1957 à Prague, Tchécoslovaquie), grand maître international à la création du titre en 1950.

## Palmarès
Duras a figuré dans les douze meilleurs mondiaux entre 1906 et 1912 (il participa à 15 des 24 plus forts tournois de la période).
Duras finit premier
- à Vienne en 1908 (ex æquo avec Geza Maroczy et Carl Schlechter)
- à Prague en 1908 (ex æquo avec Schlechter)
- à Breslau (dix-huitième congrès allemand) en 1912 (ex æquo avec Akiba Rubinstein)

Il remporta également le championnat tchèque en 1905, 1909 et 1911.

## Problèmes d'échecs
Il s'intéressa à la composition, d'abord aux études d'échecs, puis aux problèmes en trois coups.

## Fin de carrière
Après la Seconde Guerre mondiale, il se voit décerner le titre de grand maître international en 1950 (année de création du titre par la Fédération internationale des échecs). Ayant un poste important au Ministère de la Défense tchécoslovaque, il se retire des échecs.

## Une partie
Oldřich Duras-Rudolf Spielmann, Piešťany, 1912,
1. e4 e6 2. d4 d5 3. Cc3 Cf6 4. e5 Cfd7 5. Cce2 c5 6. f4 Cc6 7. c3 Db6 8. Cf3 Fe7 9. g3 f6 10. Fh3 f5 11. 0-0 0-0 12. g4 g6 13. gxf5 gxf5 14. Rh1 Rh8 15. Tg1 Tf7 16. Cg5 Fxg5 17. Txg5 cxd4 18. Dg1 Ce7 19. Cxd4 Cf8 20. Ff1 Fd7 21. Fe2 Cfg6 22. Dg3 Tg8 23. b3 Cc6 24. Fe3 Cxd4 25. Fxd4 Da5 26. a4 a6 27. Tg1 Dd8 28. h4 Df8 29. h5 Dh6 30. Ff3 Tfg7 31. Dh2 Ce7 32. Fc5 Cc6 33. Dh4 Tg6 34. T1g2 Fe8 35. b4 b5 36. axb5 axb5 37. Rh2 Txg5 38. fxg5 Dg7 39. Df4 Cxe5 40. Fd4 Cxf3+ 41. Dxf3 e5 42. h6 De7 43. Te2 Txg5 44. Txe5 Dd6 45. Dg3!! Dxh6+ 46. Dh3 Dd6 47. Rh1! Rg8 48. Txe8+ Rf7 49. Th8 1-0.